# Lecci
Lecci (en cors Lecci) és un municipi francès, situat a la regió de Còrsega, al departament de Còrsega del Sud. L'any 2005 tenia 1.010 habitants.

## Demografia
| 1962 | 1968 | 1975 | 1982 | 1990 | 1999 | 2005  |
| ---- | ---- | ---- | ---- | ---- | ---- | ----- |
| 318  | 484  | 578  | 678  | 709  | 706  | 1.010 |

## Administració
| Període | Identitat            | Partit | Qualitat |  |
| ------- | -------------------- | ------ | -------- |  |
| 2001-   | Gilles Giovannangeli |        |          |  |